# Sikorsky S-97 Raider
O Sikorsky S-97 Raider é um helicóptero proposto, desenvolvido e construído pela Sikorsky. É um helicóptero de ataque de alta velocidade, provida de rotores coaxiais, e uma hélice de passo variável propulsora de seis pás, capaz de realizar missões de reconhecimento, patrulha e transporte de passageiros. Foi baseado no conceito protótipo do Sikorsky S-69. A Sikorsky planeja fornecer esta aeronave ao Exército dos Estados Unidos.
| . |